# لوريتا تشيس
لوريتا تشيس (بالإنجليزية: Loretta Chase)‏ هي كاتِبة أمريكية، ولدت في 2 يونيو 1949 في الولايات المتحدة.

## وصلات خارجية
- الموقع الرسمي